# Венюково
Венюко́во (рос. Венюково) — село у складі Вяземського району Хабаровського краю, Росія. Адміністративний центр та єдиний населений пункт Венюковського сільського поселення.

## Населення
Населення — 353 особи (2010; 454 у 2002).
Національний склад (станом на 2002 рік):
- росіяни — 94 %